# Heretica
Heretica ist eine frühe Phase des dänischen Modernismus, benannt nach der gleichnamigen Zeitschrift, die 1948 bis 1953 erschien und von Ole Wivel und Thorkild Bjørnvig herausgegeben wurde. Weitere Vertreter waren Frank Jæger und Ole Sarvig, der während und nach dem Zweiten Weltkrieg eine sechsbändige Reihe herausbrachte:
1. „Grønne digte“ (1943), 2. „Legende“ (1944), 3. „Mangfoldehed“ (1945), 4. „Jeghuset“ (1946), 5. „Menneske“ (1948), 6. „Min kjærlinghed“ (1952).
Außerdem spielten noch Paul LaCour als Lyriker sowie Peter Seeberg und Villy Sørensen als Prosaisten eine wichtige Rolle.

## Konfrontationsphase
Den zweiten Teil des in Dänemark sehr spät angesiedelten, aber umso heftiger auftretenden Modernismus, die eigentlich modernistische, realitäts-destruierende Konfrontations-Phase, wurde nach der gleichnamigen Lyriksammlung von Klaus Rifbjerg benannt. Hier fand eine geistige, poetische und politische Öffnung unter provokativem Charakter statt. 
Neben der 1960 erschienenen „Konfrontation“ setzt Rifbjerg ein Jahr später ein weiteres Merkmal mit „Camouflage“, mit dem er auf Unverständnis stieß, da er durch quasi-automatisches Schreiben in die Tiefenschichten der menschlichen Psyche einzudringen versuchte. Weitere Werke waren „Voliere. Et fuglekor på 25 stemmer“ (1962), „Portræt“ (1963) und „Bo-i-ng 64“ (1964), das bereits als Vorbote der nun folgenden Systemdichtung gilt.

## Systemdichtung
Den abschließenden dritten Teil bildet die konkretistische oder strukturalistische Systemdichtung, und eine Parallelphase des sogenannten neurealistischen oder dokumentarischen Postmodernismus mit Vertretern wie Inger Christensen („Det“, 1969) oder Per Højholt. Inhalt war vor allem, eine Parallele zwischen Inhalt und Form darzustellen, unter anderem mit einer akustischen und visuellen Ausrichtung.